# Ceratoglyphina bengalensis
Ceratoglyphina bengalensis är en insektsart. Ceratoglyphina bengalensis ingår i släktet Ceratoglyphina och familjen långrörsbladlöss. Inga underarter finns listade i Catalogue of Life.